# 雷达-阿朵米卡
雷达阿朵米卡是西班牙著名画家萨尔瓦多-达利作于1949年的知名画作。技术上属于帆布油画。表现超现实主义，长61.1cm, 宽45.3cm。现存于西班牙菲盖拉斯的加拉-达利基金会。
达利如是评价这幅画: 雷达阿朵米卡是我们生活中的重要画作。一切都在空间中悬挂，任何事物间都不相互碰触。而大海在大地的远处升起。

## 描述
达利的妻子加拉在画作中以雷达的形象出现。据传说，雷达被化作天鹅的希腊神宙斯勾引，生下了一只蛋，从蛋中腐孵化出狄俄斯库里兄弟，卡斯托耳和波卢克斯，以及海伦和克吕泰涅斯特拉。达利想将自己拟作天鹅，同时将卡斯托耳和波卢克斯比作孪生的灵魂，正如他和加拉二人。
雷达坐在高高的石座上，双脚踩着小的浮动的石座，手抚飞翔的天鹅。画中的一切都在漂浮，甚至大海也在沙子上漂浮，事物间都不相互碰触，符合内部原子物理理论。
漂浮的事物中，有一个木质三角板，一本红色的书，有可能是圣经，三滴浓缩水，一个鸡蛋壳，象征生命，达利很看中这一点。
值得一提的是描绘加拉所用的现实主义，简直就是拍照一样的写实。与天鹅一样，从这个时期开始，达利的画作展现出超乎寻常、精雕细琢的现实主义。

## 完成过程
画作的最终版本是在画家多次研究了中国颜料，并尝试了用油画颜料画制作品内容但并未完成之后才诞生的。凭借一位在加利福尼亚认识的罗马尼亚籍数学家Matila Ghyka公爵的帮助，达利花费三个月时间进行复杂的理论计算，最终得出了画作的独特布局。这幅画综合了几个世纪以来的数学和象征传统，尤其是毕达哥拉斯定理。它是一个基于黄金比例的水印，但是它的构建方式让观赏者第一眼很难欣赏到它的美。在1947年的素描中，即一幅五角星草图，画面上是一个基于毕达哥拉斯定理的高几何精度五角星。

## 奇妙的艺术相通
画中的天鹅同样是达利在1959年为加拉设计的一样珠宝的灵感之源，这件珠宝由新纽约的Carlos Alemany 制成。